# 446 (số)
446 (bốn trăm bốn mươi sáu) là một số tự nhiên ngay sau 445 và ngay trước 447.